# Joop van Riessen
J.C. (Joop) van Riessen (Bloemendaal, 6 juni 1943) is een Nederlandse auteur en een voormalig Nederlands politiefunctionaris van de Amsterdamse politie in de rang van hoofdcommissaris. Hij begon zijn carrière in 1965 bij de Amsterdamse politie aan het bureau Warmoesstraat. Hij verliet het korps in 2004. 
Daarna is hij als algemeen adviseur verbonden geweest aan het COT Instituut voor Veiligheids- en Crisismanagement te Den Haag. Vanaf 2008 leidt hij zijn eigen onderneming: Joop van Riessen, Communicatie & Advies.

## Auteur
In 2007 verscheen zijn boek In naam der wet, een beschouwing van zijn werk bij de politie, gevolgd door in 2017 Plaats delict waarin hij zijn ervaringen vertelt aan de hand van politiefoto's.

### Anne Kramer
Sinds 2009 schrijft Van Riessen politiethrillers met in de hoofdrol Anne Kramer.
- Vergelding (2009)
- Fatale herkenning (2010)
- De bonusmaffia (2011)
- De eerste dode (2012)
- Paniek op de Haarlemmerdijk (2013)
- Gijzeling in de Jordaan (2014)
- De IRT-infiltrant (2015)
- Moord op de tramhalte (2016)
- Staatsgeheim (2017)
- Baby vermist (2018)
- Vertrouw me (2019)
- Radeloos (2020)
- Meedogenloos (2021)
- Weerloos (2022)
- Aanslag op de Dam (2023)

## Omstreden uitspraak
Joop van Riessen riep op 20 september 2007 in het programma Pauw en Witteman op tot 'het mollen van Wilders' en het 'deporteren van zijn aanhang'. Dit kwam hem op veel kritiek te staan.